# زهرة الصحراء

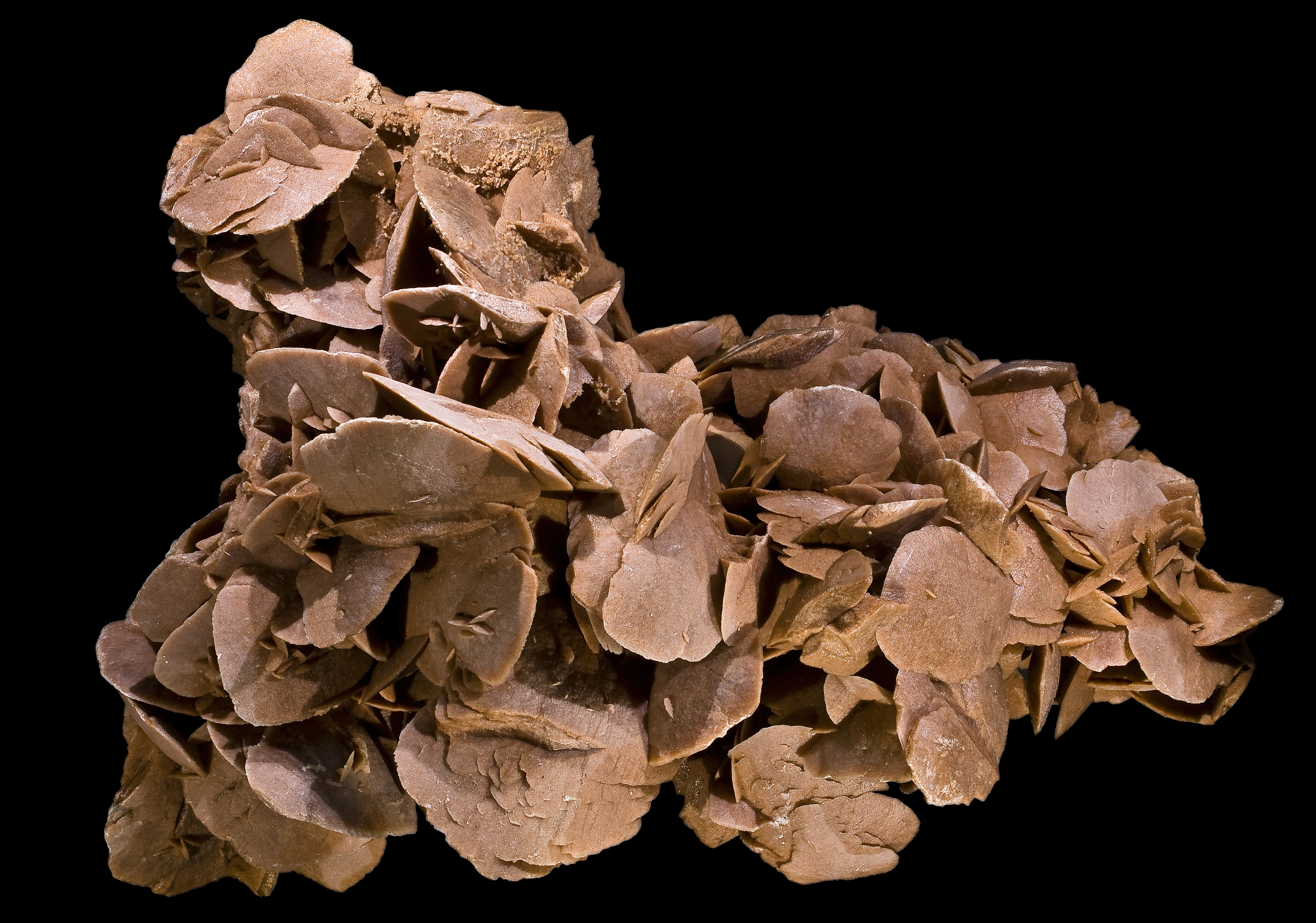

زهرة الصحراء هي الاسم العام لمجموعة المعادن التي توجد مدفونة في الصحراء وأكاسيد المعادن مع تبخر المياه الجوفية وتتجمع مع بعضها البعض لتكون الزهرة وتأخذ الزهور ألوان أكاسيدها ومن أمثلة المعادن : الباريت، الجص .

## وقت التكوين
قد يأخذ تكوين زهور الصحراء عقوداً وربما قروناً .

## استخراجها
في الواقع.. لا يمكن العثور عليها لأنها في مستوى تحت الأرض وتتكفل الرياح الصحراوية بالكشف عنها .